# Brahmina ruficollis
Brahmina ruficollis är en skalbaggsart som beskrevs av Moser 1915. Brahmina ruficollis ingår i släktet Brahmina och familjen Melolonthidae. Inga underarter finns listade.